# Uwe Müller (Fußballspieler, April 1963)
Uwe Müller (* 6. April oder 6. September 1963) ist ein ehemaliger deutscher Fußballtorwart.

## Karriere
Uwe Müller wechselte vom Stuttgarter SC in die Jugend der Stuttgarter Kickers. Ab der Saison 1982/83 spielte er bei den Amateuren der Stuttgarter Kickers. Am letzten Spieltag der 2. Bundesliga 1984/85 kam er beim Heimspiel der ersten Mannschaft der Stuttgarter Kickers gegen den SSV Ulm 1846 zu seinem einzigen Profieinsatz. Nach seiner Zeit bei den Kickers kehrte der Torhüter wieder zum Stuttgarter SC zurück.